# Daihatsu Cast
El Daihatsu Cast (ダイハツ・キャスト, Daihatsu Kyasuto) és una kei car de la marca d'automòbils japonesa Daihatsu produït des de 2015 fins a l'actualitat (2020). Aquest model és el successor natural del Naked i del Sonica. Des del 2016, la marca Toyota també produeix aquest model amb el nom de Toyota Pixis Joy (トヨタ・ピクシス ジョイ, Toyota Pikushisu Joi), sent en aquesta marca el successor del Pixis Space. El març de 2020 les versions Sport i Activa, així com les seues equivalents a Toyota van deixar-se de produir.

## Descripció general

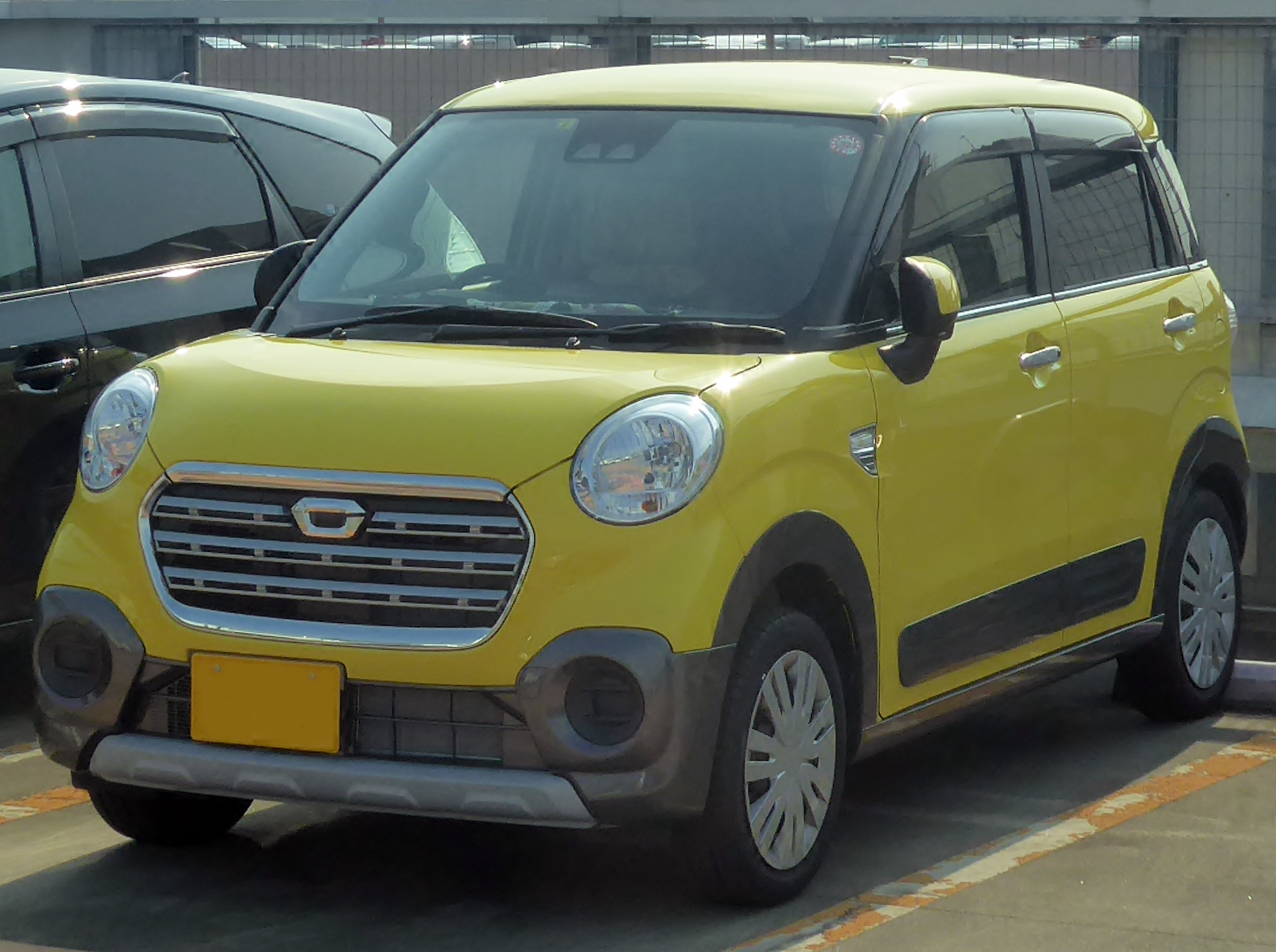
Cast Activa

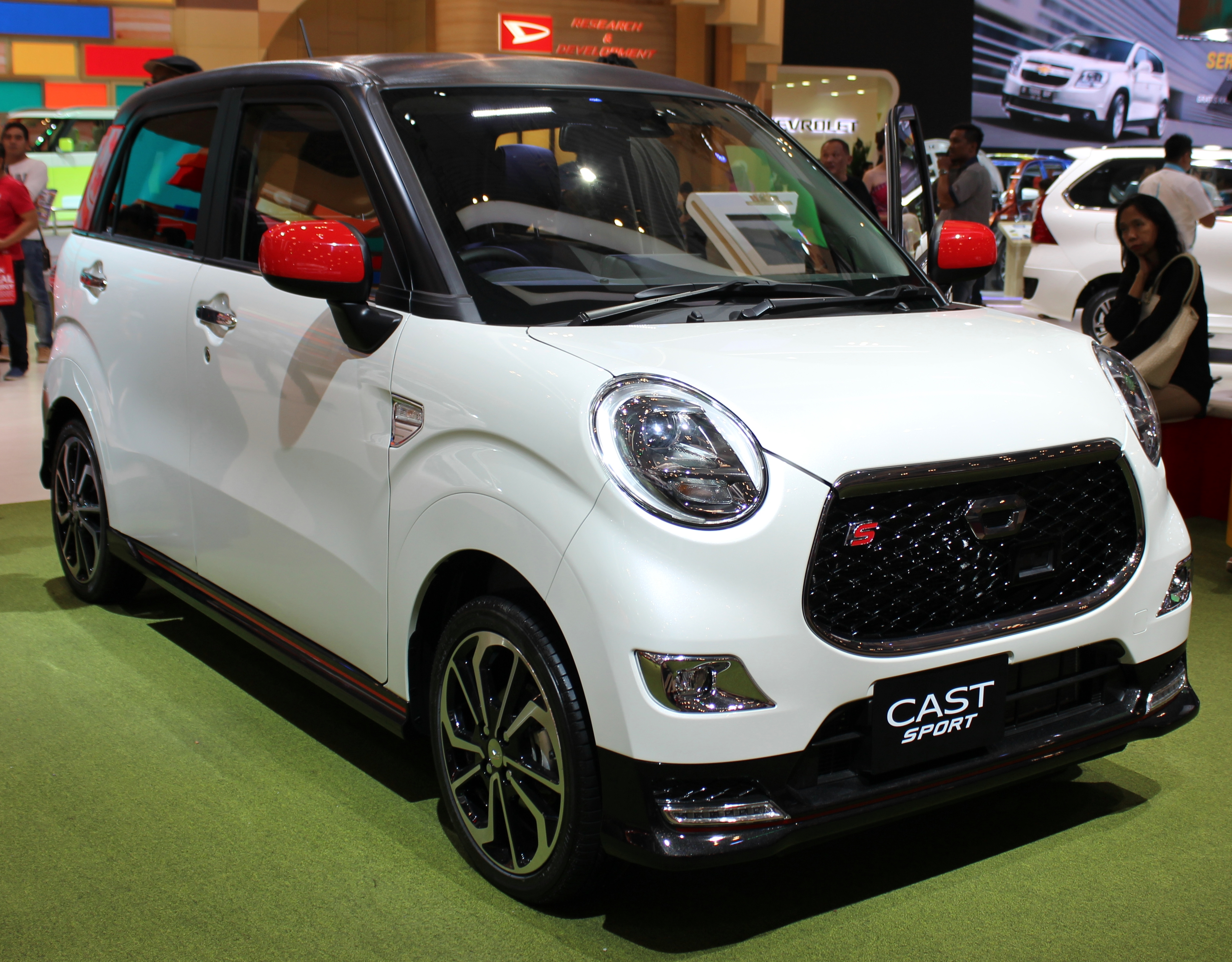
Cast Sport

El Cast va començar a produir-se el setembre de 2015 a la planta de la marca a la prefectura d'Oita i va ser llançat al mercat amb tres versions diferenciades, però amb la mateixa carrosseria de cinc portes: Activa, amb uns detalls de carrosseria pròpis d'un SUV, Sport d'estil esportiu com el seu propi nom indica i Style, d'estil urbà i refinat, amb detalls cromats a la carrosseria. Indistintament de la versió, la motorització és la mateixa a les tres. Les variants Sport i Activa de la gama Daihatsu, així com els seus equivalents de la Toyota, han estat substituïdes el març de 2020 degut a que les dues han estat substituïdes a la gama pel Taft, amb el seu estil esportiu i tot-terreny.
La motorització del model consisteix en un motor triciñíndirc de 658 centimetres cúbics atmosfèric o amb turbocompressor que atorga 51 i 63 cavalls respectivament. Només hi ha disponible una transmissió CVT, tot i que a l'acabat Sport amb una caixa manual de 7 velocitats. Totes les variants es comercialitzaven amb tracció davantera o 4WD.